# Эдвардсен, Виктор
Виктор Кай Эдвардсен (швед. Victor Kaj Edvardsen; род. 14 января 1996, Гётеборг) — шведский футболист, нападающий нидерландского клуба «Гоу Эхед Иглз» и сборной Швеции.

## Клубная карьера
Является воспитанником «Гётеборга», в котором начал заниматься с четырёх лет. В 2014 году стал чемпионом страны среди юношей до 19 лет. В июле 2015 года на правах аренды до конца сезона перешёл в «Утсиктен». В его составе 19 июля дебютировал в Суперэттане в матче с «Ассириской», появившись на поле в стартовом составе. За время аренды принял участие в 12 матчах и забил один мяч. В марте 2016 года перешёл в норвежский «Эльверум», выступающий во втором местном дивизионе. Проведя в клубе полгода, вернулся в Швецию, где затем на протяжении нескольких лет выступал за «Стенунгсунд», «Оддевольд» и «Карлстад» в первом и втором дивизионах страны.
В середине января 2020 года подписал трёхлетний контракт с «Дегерфорсом». Первую игру за клуб провёл 17 июня в первом туре Суперэттана с «Браге», в котором Эдвардсен отметился дублем, забив по мячу в каждом из таймов. За сезон провёл 29 игр, в которых забил 16 мячей, попав в тройку бомбардиров турнира. В итоговой турнирной таблице «Дегерфорс» занял второе место и вышел в Алльсвенскан. В чемпионате Швеции нападающий дебютировал 12 апреля 2021 года в гостевом поединке с АИК. В первом сезоне на высшем уровне забил 14 мячей и стал вместе с Антонио Чолаком вторым бомбардиром чемпионата.
7 января 2022 года стал игроком «Юргордена», подписав с ним контракт, рассчитанный на четыре года. Первую игру в составе столичного клуба провёл 21 февраля 2022 года в групповом этапе кубка страны против «Браге», выйдя в стартовом составе и на 77-й минуте забив единственный мяч во встрече. 4 апреля в игре первого тура со своим бывшим клубом дебютировал за основной состав команды в чемпионате Швеции, забив во втором тайме два мяча, благодаря чему «Юргорден» одержал победу.
27 июня 2023 года подписал четырёхлетний контракт с нидерландским клубом «Гоу Эхед Иглз».

## Достижения
«Дегерфорс»:
- Второе место Суперэттана: 2020

«Гоу Эхед Иглз»
- Обладатель Кубка Нидерландов: 2024/25[нидерл.]

## Клубная статистика
| Выступление      | Выступление      | Выступление      | Лига | Лига | Кубки | Кубки | Конт. кубки | Конт. кубки | Итого | Итого |
| Клуб             | Лига             | Сезон            | Игры | Голы | Игры  | Голы  | Игры        | Голы        | Игры  | Голы  |
| ---------------- | ---------------- | ---------------- | ---- | ---- | ----- | ----- | ----------- | ----------- | ----- | ----- |
| Утсиктен         | Суперэттан       | 2015             | 11   | 1    | 1     | 0     | 0           | 0           | 12    | 1     |
| Утсиктен         | Итого            | Итого            | 11   | 1    | 1     | 0     | 0           | 0           | 12    | 1     |
| Эльверум         | 2-й дивизион     | 2016             | 6    | 0    | 0     | 0     | 0           | 0           | 6     | 0     |
| Эльверум         | Итого            | Итого            | 6    | 0    | 0     | 0     | 0           | 0           | 6     | 0     |
| Стенунгсунд      | Дивизион 2       | 2016             | 11   | 7    | 0     | 0     | 0           | 0           | 11    | 7     |
| Стенунгсунд      | Итого            | Итого            | 11   | 7    | 0     | 0     | 0           | 0           | 11    | 7     |
| Оддевольд        | Дивизион 1       | 2017             | 10   | 2    | 1     | 1     | 0           | 0           | 11    | 3     |
| Оддевольд        | Итого            | Итого            | 10   | 2    | 1     | 1     | 0           | 0           | 11    | 3     |
| Карлстад         | Дивизион 2       | 2018             | 24   | 25   | 2     | 2     | 0           | 0           | 26    | 27    |
| Карлстад         | Дивизион 1       | 2019             | 29   | 14   | 5     | 4     | 0           | 0           | 34    | 18    |
| Карлстад         | Итого            | Итого            | 53   | 39   | 7     | 6     | 0           | 0           | 60    | 45    |
| Дегерфорс        | Суперэттан       | 2020             | 29   | 16   | 1     | 0     | 0           | 0           | 30    | 16    |
| Дегерфорс        | Алльсвенскан     | 2021             | 29   | 14   | 4     | 2     | 0           | 0           | 33    | 16    |
| Дегерфорс        | Итого            | Итого            | 58   | 30   | 5     | 2     | 0           | 0           | 63    | 32    |
| Юргорден         | Алльсвенскан     | 2022             | 11   | 3    | 5     | 2     | 0           | 0           | 16    | 5     |
| Юргорден         | Итого            | Итого            | 11   | 3    | 5     | 2     | 0           | 0           | 16    | 5     |
| Всего за карьеру | Всего за карьеру | Всего за карьеру | 160  | 82   | 19    | 11    | 0           | 0           | 179   | 93    |